# 雅典的阿波羅多洛斯
雅典的阿波羅多洛斯（希臘語：Ἀπολλόδωρος ὁ Ἀθηναῖος；大約出生於公元前180年，死於公元前120年之後）阿克列比德之子，是古希臘時期的學者和語法家。他是狄奧根尼，巴內修斯以及語法家阿里斯塔科斯的學生。他於公元前146年左右離開了（或逃離了）亞歷山大港，前往帕加馬，最後定居於雅典。

## 作品
- 《歷代記》 (Χρονικά)，記載了從公元前12世紀特洛伊淪陷到大約公元前143年的希臘歷史（雖然後來其被後人擴充到公元前109年），其主要參考早期的埃拉托斯特尼的著作。其描寫事件的順序是根據其參考的雅典執政官的順序排列的。因為大多數的執政官都只在位一年，因此學者們可以確定阿波羅多洛斯記錄的事件的日期。這部詩歌是用三音步詩體寫的，作者將其獻給了阿塔羅斯二世。
- 《論神》 (Περὶ θεῶν)，一部詳細描述希臘宗教歷史的著作，是後期著者，比如腓羅底米斯，的重要參考。
- 一部12卷的分析荷馬的《船名表》（《伊利亞特》第二卷）的論文，主要參考自埃拉托斯特尼和德米特理烏斯，著重於討論荷馬時代的地理以及其在過去的世紀中的變化。 斯特拉波在他自己的著作《地理學》中大量引用了這部論文的八到十卷。
- 其他可能是阿波羅多洛斯的著作包括一部早期的語源學作品（被認為可能是亞歷山大港著者的作品中最早的）以及一些對埃庇卡摩斯和索福戎的詩歌進行的分析。
- 阿波羅多洛斯還完成了大量的評論和語法方面的作品，可惜現在已經不可考。
- 由於他作為學者的顯赫名聲使後人對他進行模仿，偽造或匿名。其中最有名的是記錄希臘神話的百科全書《書庫》，作者署名為阿波羅多洛斯，但從其完成的時間比阿波羅多洛斯的時代要晚好幾個世紀來看，其不可能是他的作品；現在習慣將該書的作者稱為「偽阿波羅多洛斯」。